# Драгомир Буквић
Драгомир Буквић (Београд, 29. април 1954), бивши српски кошаркаш и садашњи кошаркашки тренер.

## Играчка каријера
Буквић је започео да игра кошарку за јуниорске тимове Слободе Тузле и Радничког из Београда. Раднички му је био и први клуб за који је сениорски наступао и то у Југословенском првенству у сезони 1975/76. Служио је у ЈНА 1976. године. Касније је настушао за Динамо Панчево и Младост Земун. Године 1984. одлучио је да се пензионише.

## Тренерска каријера

### Мушка кошарка
Своју тренерску каријеру започео је у Младости из Земуна.

### Женска клупска кошарка
Буквић је био на челу тимова из Србије, Словеније и Италије. Тренирао је Партизан, Ковин, Војводину и Црвену звезду који су играли у Првенству СР Југославије/Србије и Црне Горе. Сезону 2007/08. такође је провео у Звезди и то у Првенству Србије. У Словенији је тренирао следеће тимове: Јежицу, Цеље и Гросбаскет. С тим клубовима успео је да три пута буде првак словеначког првенства и четири пута словеначког купа. Што се тиче Италије, водио је клубове Пул Коменсе и Виртус Специја. који су тада наступали у Серији А1.

### Женска репрезентативна кошарка

#### СФР Југославија
Буквић је успео да са женском репрезентацијом СФРЈ до 14 година освоји сребрну медаљу на Европском кадетском првенству 1991. године.

#### СР Југославија/Србија и Црна Гора
Буквић је водио женски национални тим СР Југославије на Европском првенству за жене 1995. Такође је водио женску универзитетску репрезентацију на Летњој универзијади 1995. у Јапану. и 2005. у Турској где је освојена сребрна медаља. Друго место је освојено и на Европском кадетском првенству 1999. са репрезентацијом СРЈ до 16 година.

#### Србија
Буквић је дошао до другог места водећи женску селекцију Србије до 20 година на Европском првенству за жене до 20 година у дивизији Б. Такође је био селектор јуниорске селекције до 20 година на Европском првенству из 2010. године.

#### Словенија
Буквић је био селектор словеначког женског националног тима од 2001. до 2003. године. Био је тренер женске универзитетске репрезентацијуе на Летњој универзијади 2003. у Јужној Кореји.

## Признања
- Три пута првак Прве женске лиге Словеније: са Јежицом 2000/01, 2001/02. и са Цељем 2002/03.[1]
- Првак Купа Југославије за жене: са Црвеном звездом 1994/95.[1]
- Четири пута првак Купа Словеније за жене: са Јежицом 2000/01, 2001/02. и са Цељем 2002/03, 2006/07.[1]

Појединална признања
- Словеначки тренер године (женска кошарка): 2001, 2002.[6]